# Faker
Een faker is een persoon die zich op het internet anders voordoet dan hij of zij in werkelijkheid is. Fakers zijn actief in chatrooms, of maken profielen aan op datingsites waarbij ze foto's van anderen gebruiken als profielfoto. De reden is meestal omdat men bepaald gedrag probeert uit te lokken.
Vaak gaat het dan om oudere volwassenen die in een chatroom claimen adolescenten te zijn. Een andere zeer bekende categorie zijn oplichters, die op een of andere manier de ander proberen aan te zetten tot het overmaken van geld of waardevolle zaken. Andere motieven zijn ook mogelijk.
Hoewel fakers een aan het internet verbonden fenomeen zijn, is het misbruik maken van communicatie op afstand niet nieuw. In de jaren 80 hanteerden een aantal gedetineerden in de Angola-gevangenis een oplichterspraktijk gebaseerd op nepadvertenties in homobladen, en in de jaren 40 lichtte de Zweed Gustaf Raskenstam zoveel vrouwen via contactadvertenties op dat de tekst van zijn advertenties (Sol-och-vår, 'zon en lente') in het Zweeds synoniem is voor romantische oplichterij. De voorloper van Nigeriaanse oplichting was de ´Spaanse Gevangene´, waarbij eveneens gebruik werd gemaakt van correspondentie per brief.

## Werkwijze
Een faker zal zich op een chatbox, forum of datingsite in principe als een gewone deelnemer voordoen om vertrouwen te winnen. Na verloop van tijd zal hij deelnemers trachten over te halen het platform te verlaten om via instant messengers als WhatsApp, Skype of Kik met elkaar verder te chatten. De reden hiervoor is het veiligstellen van het contact, omdat fakers vaak na herhaalde klachten gebanned worden van het platform. Tijdens deze voortgezette één-op-één communicatie zal de faker vervolgens zijn slachtoffer via een groomingproces verder bewerken.
Wanneer het motief trollen of Münchhausen by Internet is zal de faker echter op het platform blijven, maar hier zoveel mogelijk sympathie voor zijn gefingeerde standpunten en verhalen trachten te winnen. Dit kan eveneens tot een ban leiden, waarop de faker het ergens anders of vanaf een ander IP-adres opnieuw probeert.
Oplichters en andere criminelen kunnen door het kopen van chatnamen en telefoonnummers ook personen direct via besloten chatboxen als Whatsapp benaderen. Vaak wordt gedaan alsof men per ongeluk een bericht aan de verkeerde heeft gestuurd waarna het contact wordt aangehouden en bij positieve respons het groomingproces wordt ingezet.

## Seksuele motieven
Het bekendst zijn fakers met seksuele motieven. Zo kan worden geprobeerd om de ander aan te zetten tot het hebben van cyberseks, het toesturen van erotische foto's, of (uiteindelijk) het maken van een afspraakje met seks. Wanneer dit gebeurt door pedoseksuelen met het doel seksueel contact tot stand te brengen met een seksueel minderjarige, spreekt men ook van grooming. Internet heeft de mogelijkheid hiertoe enorm vergroot, omdat men makkelijker anoniem en snel kan opereren.
In juni 2005 kwam de chatsite van het Jeugdjournaal negatief in het nieuws vanwege seksuele benadering van (jonge) chatters. Het Jeugdjournaal, TMF, MSN en een aantal andere eigenaars van chatsites hebben besloten cyberseks niet meer toe te staan door het gebruik van moderators en zeer strenge registratie-eisen. In sommige gevallen zijn chatboxen zelfs om deze reden offline gehaald.
In februari 2006 werd een 20-jarige man veroordeeld tot 12 maanden cel vanwege het laten plegen van cyberseks door meisjes van 16 jaar oud. In november 2007 werd een 49-jarige man tot vier jaar cel veroordeeld nadat hij twee minderjarige meisjes via internet had benaderd. Hij beweerde eveneens minderjarig te zijn en had hen vervolgens tot seks gedwongen.

## Oplichting
Oplichting is eveneens een veelvoorkomend motief. Hier probeert de faker romantische belangstelling te veinzen. Er ontstaat meestal een e-mailcorrespondentie of men ontmoet elkaar vaker op chatsites of via instant messengers zoals Yahoo Messenger of Skype. Wanneer het slachtoffer eenmaal tot over zijn of haar oren verliefd is, zal hij hem of haar proberen aan te zetten tot het overmaken van geld.
In veel gevallen doet de oplichter zich voor als een buitenlandse uit bijvoorbeeld Thailand, Rusland of de Filipijnen. Wanneer er eenmaal contact is gelegd, zal hij het slachtoffer om geld vragen voor een vliegticket om haar te kunnen bezoeken. Wanneer dit geld is overgemaakt blijken er toch opnieuw kosten te zijn die betaald moeten worden, bijvoorbeeld voor een visum. Ook worden vaak tranentrekkende verhalen aangevoerd zoals een huurschuld waardoor men op straat dreigt te komen of het niet kunnen afmaken van de opleiding omdat het lesgeld (deels) niet betaald is. Zo gaat het door tot het slachtoffer afhaakt. In essentie is dit een vorm van Nigeriaanse oplichting.
In sommige gevallen komt het tot een ontmoeting en een liefdesrelatie, maar zal de faker na verloop van tijd eveneens om geld beginnen te vragen, bijvoorbeeld ter aflossing van een schuld veroorzaakt door een zakelijke tegenvaller. Een dergelijke werkwijze doet denken aan een loverboy. Veel van dit soort oplichters hebben dan ook 'relaties' met meerdere personen.

## Andere motieven
Andere denkbare motieven zijn:
- Sommige fakers proberen chatters naar (hun eigen) betaalde datingsites of telefoonlijnen lokken onder het motief 'dat iedereen maar op een open chatsite in kan loggen en hij/zij er zeker van wil zijn dat de ander serieus is'. Deze sites zijn vaak misleidend en erop gericht dat de chatter zo veel mogelijk betaalde diensten afneemt (bijvoorbeeld credits om met andere profielen te chatten terwijl het nooit tot een ontmoeting zal komen). Ook worden chatters soms naar goksites gelokt in de hoop dat ze zich daar inschrijven en geld inzetten.
- Een enkele keer komt het voor dat een faker een ontmoeting met zijn slachtoffer arrangeert om hem of haar te beroven of te mishandelen.
- Commerciële motieven: de faker begint wanneer contact is gelegd reclame te maken voor een product of dienst dat hij hoopt te verkopen. Dit kunnen gewone legale producten zijn maar ook illegale of dubieuze zaken als wapens of kinderporno, of software met onbewezen nut die bijvoorbeeld beurskoersen zou kunnen voorspellen of bitcoins minen. Vaak wordt ook met beleggingen geleurd in goud, crypto of penny stock. Een variant hierop zijn camgirls en -boys wanneer zij chatters onder valse voorwendselen op hun website willen laten inschrijven. Dit kan overigens ook oplichting zijn; de producten worden bijvoorbeeld niet geleverd of zijn benedenmaats.
- Misbruik als geldezel: de faker zal het slachtoffer zover proberen te krijgen dat hij kan worden misbruikt voor witwastransacties, bijvoorbeeld de bankrekening beschikbaar stellen tegen 10% van het nominale bedrag.
- Chantage (sextortion): als het slachtoffer een reputatie te verliezen heeft, is hij of zij kwetsbaar voor chantage. Seksuele geaardheid en/of voorkeuren kunnen, evenals (met een webcam opgenomen) cyberseks hiervoor gebruikt worden. Soms eist de chanteur geld (voornamelijk bij oudere welgestelde slachtoffers), maar vaak ook seks (voornamelijk bij minderjarige slachtoffers).
- Een grap uithalen met het slachtoffer, bijvoorbeeld door hem of haar voor niets op een afspraakje laten komen. Er is een geval bekend waarbij een faker met zijn slachtoffer een correspondentie opzette om na enkele maanden te beweren dat hij niet is wie hij is, niet uit was op een relatie, en het slachtoffer op deze manier wilde 'waarschuwen' voor fakers met kwade(re) bedoelingen.
- Trollen, het tegen elkaar opzetten van andere deelnemers;
- Gebrek aan zelfvertrouwen kan een reden zijn waarom iemand zich een ander alias aanmeet. Het gaat dan meer om het flirten en de aandacht. Dit soort fakers gaat een ontmoeting altijd uit de weg.
- Hieraan verwant is het verschijnsel waarbij iemand om aandacht en sympathie te krijgen zich online ziektes en kwalen voorwendt. Dit verschijnsel is verwant aan het Münchhausensyndroom en Münchhausen by proxy, en werd door de psychiater Marc Feldman in 2000 Münchausen by Internet genoemd.
- Politie/justitie/journalisten en bijvoorbeeld pedojagers kunnen ten behoeve van opsporing/aan de kaak stellen een identiteit faken (undercover gaan}. Dit doen ze soms uit eigen beweging, maar soms nemen ze ook een bestaand contact over na verwittiging door de minderjarige zelf of de ouders. Overigens hoeft het hier niet per se om seksuele benadering van minderjarigen te gaan; men kan ook undercover gaan om zaken als (cyber)pesten, het voorbereiden van rellen, extreemlinks of extreemrechts, wapenhandel, broodfokkerij en coupering, drugshandel, oplichting, kinderporno, dierenporno, kindermisbruik of terrorisme in kaart te brengen.
- Cyberpesten: de faker zoekt onder een valse naam contact met de persoon die hij of zij pest, om zo persoonlijke informatie los te kunnen krijgen die later wordt gebruikt voor verdere (cyber)pesterijen.
- Haatzaaien, ronseling of radicalisering: extremistische bewegingen gebruiken soms chatboxen en fora om jongeren te ronselen of hun extremistische gedachtegoed te promoten.

## Herkenning
Herkenning van fakers is vaak moeilijk, maar toch zijn er een aantal tekenen die erop kunnen wijzen dat een faker aan het werk is.
- Het Engels of Nederlands is slecht.
- De schrijver bedient zich van taalgebruik dat niet bij de leeftijd past.
- De schrijver geeft in chats en in e-mail weinig informatie over zichzelf maar vraagt voortdurend om persoonlijke (en vaak ook financiële) informatie over de ander.
- De tekst maakt een standaard indruk, omdat hij zo is geschreven dat de faker hem telkens weer opnieuw kan gebruiken, aangezien hij met zeer veel personen correspondeert. Soms leidt dezelfde vraag tot exact hetzelfde antwoord omdat de faker de tekst letterlijk kopieert en aanpast.
- De schrijver gaat vrij snel over op romantisch tot seksueel taalgebruik, terwijl bonafide daters voorzichtiger zijn. Ook het sturen van naaktfoto's kan een aanwijzing zijn.
- De schrijver is opdringerig en begint bij het tweede of derde mailtje al over een ontmoeting, een seksdate, een relatie of zelfs een huwelijk.
- De foto's maken een zeer professionele indruk. Dit komt doordat veel fakers foto's uit (erotische) tijdschriften en websites gebruiken. Dit hoeft echter niet altijd het geval te zijn daar online ook veel (erotische en niet-erotische) amateurfoto's te vinden zijn.
- Bedelmailtjes of zielige verhalen waarin om geld wordt gevraagd zijn vrijwel altijd een sterke aanwijzing dat er een faker aan het werk is.
- 100% waterdicht liegen is vrijwel onmogelijk. Tegenstrijdigheden in iemands verhaal kunnen een aanwijzing zijn.